# Ence (esport)
Pour les articles homonymes, voir Ence (homonymie).
ENCE est un club finlandais de sport électronique créé en 2013.

## Équipes
Le nom ENCE vient du personnage de la mythologie grecque, Encelade, qui est un Géant, fils de Gaïa.
EZ4ENCE est un leet speak pour Easy for Ence  (littéralement: «Facile pour Ence»). C'est un mème, ainsi qu'un slogan, sur l'équipe Counter-Strike: Global Offensive. Le groupe de musique finlandais The Verkkars en créera une musique.

### Counter-Strike: Global Offensive[3]
La première équipe voit le jour en 2013 en recrutant les joueurs de TOOMUCHVIDEOGAMES, dans la même année les joueurs sont remplacés pas ceux 4w. Mais, une nouvelle fois, l'équipe sera dissoute et la structure annonce la fermeture de la section. 
En 2016, ENCE annonce son retour avec l'arrivée de plusieurs anciens joueurs. Après beaucoup de changements dans l'effectif l'équipe fini par se stabiliser en 2018, après la signature de leur futur meneur Aleksi «allu» Jalli ainsi que l'annonce d'un partenariat avec le club de hockey sur glace, les Pelicans Lahti,. En 2019, l'équipe gagne le BLAST de Madrid. 
En avril 2020, ENCE recrute Elias «Jamppi» Olkkonen. Considéré comme l’un des meilleurs joueurs finlandais, il a créé la polémique le mois d'avant après avoir tenté de faire un procès à  Valve. À l'origine du conflit, un bannissement du système anti-triche de Counter-Strike: Global Offensive sur un compte secondaire qui aboutira à une interdiction de participer aux Major. Il devrait peu à peu succéder à la place de Sami «xseveN» Laasanen en tant que sniper. Ce n'est pas le seul changement annoncé par la structure puisque Miikka «suNny» Kemppi devient le nouveau meneur au détriment de  Aleksi «allu» Jalli. En octobre 2020, Jani “⁠Aerial⁠” Jussila annonce qu'il met en pause sa carrière pour raison médicale. 
Le 26 novembre 2023, ENCE a annoncé le départ de l'entraîneur Eetu «sAw» Saha et du leader en jeu Marco «Snappi» Pfeiffer, remplacés respectivement par Jakub «kuben» Gurczynski et Lukas «gla1ve» Rossander,. Plus tard, le 16 décembre 2023, l'équipe a confirmé le départ d'Alvaro «SunPayus» Garcia et de Pavle «Maden» Bošković, recrutés par l'organisation saoudienne Team Falcons, ainsi que celui de Snappi la veille,. Le 17 décembre 2023, Heroic a annoncé la signature de Guy «NertZ» Iluz, réduisant l'effectif d'ENCE à seulement gla1ve et Paweł «dycha» Dycha. 
Le même jour, ENCE a officialisé l'arrivée du noyau polonais de 9INE, composé de Krzysztof «Goofy» Górski, Kacper «Kylar» Walukiewicz et de l'ancien joueur d'ENCE Olek «hades» Miskiewicz.
| Nat. | Pseudo | Nom                   | Rôle                 | Date d'entrée |
| ---- | ------ | --------------------- | -------------------- | ------------- |
|      | doto   | Joonas Forss          | Rifler (support)     | 2020-11-05    |
|      | Snappi | Marco Pfeiffer        | IGL                  | 2021-01-21    |
|      | Spinx  | Lotan Giladi          | Rifler Entry-fragger | 2021-01-21    |
|      | dycha  | Paweł Dycha           | Rifler               | 2021-01-21    |
|      | hades  | Aleksander Miskiewicz | AWPer                | 2021-06-17    |

|  | sAw | Eetu Saha | Entraineur | 2020-11-05 |

### StarCraft 2[20]
Ence crée une première équipe StarCraft 2 dès 2013, mais la dissout 10 mois plus tard.
Le 16 avril 2016, Ence relance une équipe et récupère Serral au moins d'octobre, parti entre-temps chez mYinsanity.
| \| Nat. \| Pseudo \| Nom \| Rôle \| Date d'entrée \| \| ---- \| ------ \| ------------ \| ---- \| ------------- \| \| \| Serral \| Joona Sotala \| Zerg \| octobre 2016 \| |        |              |      |               |
| Nat. | Pseudo | Nom          | Rôle | Date d'entrée |
| | Serral | Joona Sotala | Zerg | octobre 2016  |

| Alias        | Nom             | Race    | Date d'arrivée | Date de départ  |
| ------------ | --------------- | ------- | -------------- | --------------- |
| « Welmu »    | Vesa Hovinen    | Protoss | 16 avril 2016  | mars 2017       |
| « Jagelius » | Jaakko Koski    | Protoss | 24 mai 2013    | 20 février 2014 |
| « Serral »   | Joona Sotala    | Zerg    | 13 avril 2013  | 20 février 2014 |
| « elfi »     | Samuli Sihvonen | Protoss | 23 avril 2013  | 20 février 2014 |

### PlayerUnknown's Battlegrounds
Début 2019, ENCE acquiert l'équipe o1ne et se lance sur PlayerUnknown's Battlegrounds[source secondaire souhaitée].
| Nat. | Pseudo    | Nom             | Rôle    | Date d'entrée   |
| ---- | --------- | --------------- | ------- | --------------- |
|      | Rustanmar | Miro Ruotsi     | Starter | 5 mars 2019     |
|      | SKUIJKE   | Saku Sajakoski  | Leader  | 5 mars 2019     |
|      | Tiikzu    | Olli Saarikoski | Starter | 2 décembre 2019 |
|      | D1gg3r1   | Daniel Luusua   | Starter | 2 décembre 2019 |

|  | Sentex | Jari Sammalniemi | Coach | 2 décembre 2019 |

| Alias        | Nom            | Date d'arrivée | Date de départ  |
| ------------ | -------------- | -------------- | --------------- |
| « TRYFFELI » | Aki Minkkinen  | 5 mars 2019    | 2 décembre 2019 |
| « Miikaz »   | Miika Kinnunen | 5 mars 2019    | 2 décembre 2019 |

### NHL
En août 2020, ENCE a étendu ses activités en acquérant le champion du monde 2018 Erik « Eki » Tammenpää avec un contrat d’un an.
| \| Nat. \| Pseudo \| Nom \| Rôle \| Date d'entrée \| \| ---- \| ------ \| -------------- \| ------ \| ------------- \| \| \| Eki \| Erik Tammenpää \| Joueur \| juin 2020 \| |        |                |        |               |
| Nat. | Pseudo | Nom            | Rôle   | Date d'entrée |
| | Eki    | Erik Tammenpää | Joueur | juin 2020     |

| Alias          | Nom             | Date d'arrivée  | Date de départ    |
| -------------- | --------------- | --------------- | ----------------- |
| « Hansulinho » | Hannes Kettunen | 11 janvier 2017 | 26 septembre 2017 |

## Anciennes Divisions

### Hearthstone
| Alias      | Nom           | Date d'arrivée    |
| ---------- | ------------- | ----------------- |
| « NoRage » | Robin Sjölund | 22 septembre 2018 |
| « Creapz » | Mika Tuovila  | 14 octobre 2015   |
| « Kufdon » | Antti Lammi   | 9 juin 2014       |

### League of Legends
En 2020, ENCE se lance sur League of Legends et intègre la Northern League of Legends Championship (NLC), après une saison mitigée et une 5e place sur 6, ENCE décide d'abandonner l'aventure.
| Alias      | Nom                   | Rôle    | Date d'arrivée | Date de départ  |
| ---------- | --------------------- | ------- | -------------- | --------------- |
| « Nille »  | Juho Wilhelm Janhunen | Top     | 28 mai 2020    | 16 octobre 2020 |
| « Taikki » | Arttu Sirkka          | Jungle  | 28 mai 2020    | 16 octobre 2020 |
| « Simpli » | Anselmi Rintanen      | Mid     | 28 mai 2020    | 16 octobre 2020 |
| « Kehvo »  | Aleksi Merta          | Bot     | 28 mai 2020    | 16 octobre 2020 |
| « Seffe »  | Sebastian Tenn        | Support | 28 mai 2020    | 16 octobre 2020 |

### Rainbow Six: Siège
| Alias               | Nom                   | Date d'arrivée   | Date de départ   |
| ------------------- | --------------------- | ---------------- | ---------------- |
| « SlebbeN »         | Alex Nordlund         | 28 novembre 2018 | 13 février 2019  |
| « SHA77E »          | Ville Palola          | 13 novembre 2018 | 13 février 2019  |
| « Gomfi »           | Santino de Meulenaere | 30 mai 2018      | 13 février 2019  |
| « Willkey »         | Niklas Ojalainen      | 5 juillet 2017   | 13 février 2019  |
| « Bounssi »         | Jouni Salo            | 5 juillet 2017   | 13 février 2019  |
| « UUNO »            | Aleksi Työppönen      | 21 décembre 2017 | 28 novembre 2018 |
| « SHA77E »          | Ville Palola          | 12 juin 2018     | 13 novembre 2018 |
| « blas »            | Balázs Kővári         | 20 juin 2018     | 18 octobre 2018  |
| « SneakyFernandez » | Roni Ojalainen        | 5 juillet 2017   | 5 septembre 2018 |
| « Kantoraketti »    | Juhani Toivonen       | 5 juillet 2017   | 11 juin 2018     |
| « pannari »         | Otto Heikkinen        | 5 juillet 2017   | 15 mai 2018      |
| « SHA77E »          | Ville Palola          | 5 juillet 2017   | 10 décembre 2017 |

## Palmarès
- CS:GO Major Championships :
  - Finaliste
    - IEM Katowice Major 2019[23]
- StarCraft 2
  - Vainqueur
    - DreamHack SC2 Masters 2020 Winter (Serral)
    - DreamHack SC2 Masters 2020 Summer (Serral)
    - HomeStory Cup XVIII, IXX et XX (Serral)
    - GSL vs the World 2018 et 2019 (Serral)
    - 2019 WCS Fall et Spring  (Serral)
    - 2018 StarCraft 2 World Championship Series Global Finals (Serral)
    - 2018 WCS Montreal, Valencia, Austin et Leipzig  (Serral)
- PlayerUnknown's Battlegrounds
  - Vainqueur
    - PUBG Europe League 2019: Phase 1 (Rustanmar,  miikaz,  TRYFFELI, Skuijke)
- Rainbow Six: Siège
  - Vainqueur
    - Pro League - Année 2 Saison 3 - Finale (Bounssi, Kantoraketti, Willkey, Pannari, SHA77E)